# Yume miru kusuri
(L'allucinazione uditiva del protagonista di un treno che passa sulle rotaie.)
Yume miru kusuri (ユメミルクスリ? lett. "Medicina che fa sognare"), è una visual novel giapponese pubblicata dalla Rúf in collaborazione con la Will il 22 dicembre 2005. La versione inglese è stata pubblicata dalla Peach Princess il 25 aprile 2007 con il titolo Yume Miru Kusuri: A Drug That Makes You Dream.
Secondo Peter Payne, fondatore di JAST USA, si pensa che gli autori abbiano voluto esplorare temi rilevanti negli studenti delle scuole superiori in Giappone.

## Trama
Kouhei Kagami è un normale studente giapponese con voti nella media e che ha una normale vita sociale, ma si sente vuoto e trasparente all'interno. Da un giorno all'altro, la sua vita cambia quando tre ragazze, molto diverse tra loro, ed ognuna con un suo problema, entrano nella sua vita. Ragazze che ha visto di tanto in tanto, ma che non aveva mai notato. Sente che il suo destino è legato a queste tre ragazze così diverse dalle grigie persone di ogni giorno, quasi come se stessero fluttuando sopra la civiltà, non venendone intaccate. Kouhei dovrà fare le sue scelte o rischiare che si perdano tutte nella loro disperazione interiore.

## Personaggi

### Protagonisti
Kouhei Kagami
Kouhei è lo stereotipo dello studente medio delle superiore in Giappone. Ha voti nella media, una normale vita sociale e lavora part-time in un negozio. Tuttavia, si sente vuoto all'interno e soffre di allucinazioni uditive che gli fanno sentire il rumore di un treno che corre sui binari.
Aeka Shiraki (白木あえか?, Shiraki Aeka), (Seiyū Kaname Yuzuki)
Aeka è una compagna di classe di Kouhei. Ha 19 anni ed è vittima di bullismo da parte di Kyoka e le sue amiche. La classe tende ad emarginarla, deridendola o ignorando i suoi problemi.
Mizuki Kirimiya (桐宮弥津紀?, Kirimiya Mitsuki), (Seiyū Hikaru Ishiki)
Mizuki è il presidente del consiglio degli studenti e ha 20 anni. Per quelli che non la conoscono è la tipica studentessa modello, al di fuori della loro portata. Quelli che la conoscono sanno che non è così benvoluta e tende a scaricare tutto il lavoro sugli altri. Mizuki viene da una ricca famiglia, ma non vede futuro per sé stessa, nemmeno per il giorno seguente. Ogni notte si addormenta con il terrore di non svegliarsi, e non riesce a instaurare dei rapporti sinceri con gli altri.
Cat Sidhe Nekoko (ケットシー・ねこ子?, Kettoshii Nekoko), (Seiyū Yasura Chiyatani)
Kouhei scopre Nekoko fuori dal negozio dove lavora un giorno. Il bizzarro essere si proclama una fata sperduta, e cerca di convincere Kouhei ad aiutarla a trovare la strada verso casa.

### Personaggi secondari
Misaki Sayama (狭山みさき)?, (Seiyū Hirai Riko)
Misaki è una ragazza amica e compagna di Kouhei. Cerca di dissuaderlo ad interferire con Aeka perché non vuole che venga preso di mira, sebbene pare avere una certa simpatia per lei. Spesso la si vede con Takeshi.
Takeshi Iogi (井荻剛史?, Iogi Takeshi))
Takeshi è un compagno di classe e amico di Kouhei. Generalmente ignora quello che accade in classe, essendo piuttosto pigro, ma come tutti è al corrente della situazione di Aeka. Spesso lo si vede con Misaki.
Kyoka Nanjou (南条京香?, Nanjō Kyōka), (Seiyū Yoshikawa Kana)
È una compagna di classe di Kouhei. Lei è la principale artefice del bullismo contro Aeka. Le piace flirtare con tutti, specialmente Kouhei, sebbene a lui lei non piaccia e le abbia affidato il soprannome Antoinette (da Maria Antonietta) per la sua personalità e modo di fare.
Aya Kagami (加々見綾?, Kagami Aya), (Seiyū Nanahara Kotomi)
Aya è la sorella di Kouhei. Il ragazzo si prende spesso gioco di lei per il suo seno quasi piatto.
Hirofumi Tsubaki (椿弘文?, Tsubaki Hirofumi), (Seiyū Sugisaki Kazuya)
Hirofumi è il manager del negozio dove Kouhei lavora, ed è suo amico. È gay e propone sempre a Kouhei dei giochi hentai, specificatamente quelli le cui storie gli sono piaciute, a dispetto dell'orientamento sessuale.
Gaito Yakushiji (薬師寺概人?, Yakushiji Gaito)
Gaito è uno studente, compagno di classe di Kouhei, sospeso da scuola per un lungo periodo. Dovrebbe essere il ragazzo di Kyoka, ma lei cerca di tenere le distanze. È anche la causa del rancore di Kyoka verso Aeka.

## Modalità di gioco
Come la maggior parte delle visual novel, la giocabilità Yume miru kusuri consiste nel leggere il testo accompagnato dalle immagini dei personaggi e da fondali fissi, effettuando alcune scelte che andranno a influenzare la storia.La storia si conclude con un Bad Ending nel caso le scelte non portino a nessuna delle tre ragazze. Altrimenti, prosegue focalizzandosi sulla relazione tra una di esse e Kouhei, concludendosi con un Bad Ending o Good Ending ancora una volta a seconda delle scelte effettuate.
Sui forum sono spesso circolate voci di un possibile percorso nascosto riguardante Aya, la sorella del protagonista, tuttavia Shingo, portavoce di JAST USA, ha affermato che non esiste nulla del genere.

## Sviluppo
La visual novel è stata scritta da Romeo Tanaka e illustrata da Kiyotaka Haimura. Gli scenari sono stati scritti da Kanow Kyouta, Mareni e codeX Ltd. Le musiche sono state composte da Funczion SOUNDS, mentre il tema della canzone Sekai ni Sayonara (せかいにさよなら?) è cantata da Marica.

## Accoglienza
Il gioco è stato ben dal pubblico e dalla critica, in particolare per le tematiche affrontate, sottolineando come ogni percorso porti ad una crescita dei personaggi. Anche a distanza di anni, esso viene ricordato per come faccia riflette il giocatore sulle scelte morali e sulle conseguenze di determinate azioni, trattando di tematiche molto serie come droga, bullismo e suicidio.